# 감선
감선(减宣, 咸宣, ? ~ 기원전 101년)은 전한 중기의 관료로, 하동군 양현(楊縣) 사람이다.

## 생애

### 출세
좌사(佐史)로 있는 동안 맡은 일을 완벽하게 하여, 하동태수의 관청에서 일하게 되었다.
이때 위청이 말을 사기 위하여 하동군에 갔었는데, 감선의 일처리가 뛰어난 것을 보고는 그를 무제에게 천거하였다. 감선은 대구승(大廐丞)에 임명되었다.
감선은 조정에서도 일을 뛰어나게 하여, 승진을 거듭하여 어사(御史)가 되고 또 중승(中丞)이 되었다. 무제는 감선으로 하여금 주보언의 죄를 다스리게 하고, 또 회남왕의 모반을 다스리게 하였다. 감선은 법조문을 세밀하게 적용하여 매우 많은 이를 처형시켰는데, 과감히 판결했다 하여 칭찬을 받았다. 이후 파면되었다가 기용되기를 여러 차례 거듭하면서, 거의 20여 년을 어사와 중승으로 있었다.

### 엄격한 정치
원정 6년(기원전 111), 왕온서가 중위에서 면직되었을 때 감선은 좌내사가 되었다. 감선은 다스리기를 매우 치밀하게 하여, 쌀과 소금을 비롯해 이외의 크고 작은 일을 모두 직접 맡았고, 일개 현의 물품까지 관리하였으므로 현령 · 현승(縣丞) 이하의 관리들이 제멋대로 행동할 수 없었다. 만약 이를 어기는 일이 있을 경우, 엄히 다스렸다.
감선은 관직에 몸담은 지 몇 해 만에 군 안의 모든 자질구레한 일까지도 처리하였는데, 이는 자기 능력에 기대어 일을 처리한 것으로 보통 사람으로서는 하기 힘든 일이었다.

### 최후
이후 벼슬에서 쫓겨났다가, 우부풍이 되었다. 이때 감선은 성신을 몹시 미워하였는데, 성신이 달아나 상림원(上林苑)에 숨어 버리니 감선은 미현(郿縣)의 현령으로 하여금 성신을 죽이도록 하였다. 이에 미현의 이졸들이 성신에게 화살을 쏘아 죽였는데, 화살이 상림원의 문에 꽂히고 말았다. 이 일로 감선은 죄를 지어 형리에게 넘겨졌고, 대역죄로 일족이 몰살되고 자신은 스스로 목숨을 끊었다.

## 출전
- 사마천, 《사기》 권122 혹리열전
- 반고, 《한서》 권90 혹리전